# Rabdomioliza
Rábdomiolíza je  hiter razpad, razkroj skeletne mišičnine, ki se kaže s slabostjo prizadetih mišic, oslabljenimi mišičnimi refleksi in mioglobinurijo. SIimptomi vključujejo tudi bolečine v mišicah, bruhanje in zmedenost. Seč je lahko obarvan temno (kot čaj), pojavi se pa lahko tudi srčna aritmija. Nekateri produkti, ki nastanejo pri razkroju mišičnine, kot je na primer beljakovina mioglobin, so škodljivi za ledvice in lahko povzročijo akutno odpoved ledvic.
Rabdomioliza je najpogosteje posledica zmečkaninskega sindroma, naporne telesne vadbe, uporabe določenih zdravil ali zlorabe mamil. Med drugimi vzroki so še okužbe, električna poškodba, vročinski udar, daljša imobilizacija, ishemija okončine (oviran dotok krvi v okončino) ali ugriz kače. Nekateri posamezniki imajo genetske mišične bolezni, pri katerih je dovzetnost za rabdomiolizo povečana. Diagnoza se potrdi z urinskim testom z lističem, ki je pozitiven na prisotnost krvi, vendar pa pod mikroskopom rdeče krvničke v urinu niso prisotne. Krvni test pokaže vrednost kreatinske kinaze nad 1.000 U/L, pri hudi obliki nad 5.000 U/L.

Glavni način zdravljenja je intravensko dajanje velikih količin tekočine. Zdravljenje lahko v hujših primerih vključuje tudi dializo ali hemofiltracijo. Ob hitri uvedni zdravljenja so izidi načeloma ugodni. Zapleti vključujejo zvišane vrednosti kalija v krvi, znižane vrednosti kalcija v krvi, diseminirano intravaskularno koagulacijo in kompartmentalni sindrom.
V ZDA je letno okoli 26.000 primerov rabdomiolize.

## Znaki in simptomi
Simptomi rabdomiolize so odvisni od hudosti bolezni in dejstva, ali pride do razvoja ledvične odpovedi. Blažje oblike lahko potekajo brez mišičnih simptomov, diagnoza pa temelji na nenormalnih krvnih testih, ki jih spremljajo druge zdravstvene težave. Hujše oblike rabdomiolize značilno spremljajo mišične bolečine, oslabljenost in otekanje prizadetih mišic. Če nastopi oteklina zelo naglo, kot je recimo pri zmečkaninski poškodbi, lahko hiter premik tekočine iz obtočil v prizadeto mišico povzroči padec krvnega tlaka in šok. Drugi simptomi so nespecifični in so posledica razkroja mišičnine ali pa stanja, ki je privedlo do razkroja mišičnine. Sproščanje snovi iz prizadete mišičnine v krvni obtok lahko povzroči motnje elektrolitov, ki pa privedejo do slabosti, bruhanja, zmedenosti, kome ali srčne aritmije. Seč je lahko zaradi prisotnosti mioglobina obarvan temno (»kot čaj«). Zaradi prizadetosti ledvic lahko pride, najpogosteje 12 do 24 ur po prvotni mišični poškodbi, do oligurije (zmanjšano izločanje seča) ali anurije (prekinjeno izločanje seča).
Otekanje prizadetega mišičja lahko privede do utesnitvenega oziroma kompartmentalnega sindroma, pri katerem pride do stisnjenja struktur, kot so žile in živci, v okolici znotraj iste muskulofascialne lože; posledično je motena preskrba s krvjo in poškodujejo se lahko strukture v prizadeti muskulofascialni loži. V prizadeti okončini se lahko pojavijo bolečine ali pa je zaznavanje zmanjšano. Drug možen zaplet je dismeminirana intravaskularna koagulacija – gre za hudo motnjo strjevanja krvi, ki lahko privede do nenadzorovanih krvavitev.

## Vzroki
Rabdomiolozo lahko povzroči katerakoli dovolj huda oblika mišične poškodbe. Hkrati je lahko prisotnih tudi več vzrokov. Nekateri bolniki so, zlasti zaradi prirojenih mišičnih bolezni, bolj dovzetni za pojav rabdomiolize.
| Vzrok                    | Primeri |
| ------------------------ | --- |
| Telesni napor            | skrajna telesna vadba (zlasti ob slabi hidraciji), alkoholni bledež (zaradi odtegnitve alkohola), krči zaradi tetanusu, dolgotrajni epileptični krči ali epileptični status |
| Zmečkanina mišičnine     | zmečkaninski sindrom, »blast« poškodba, prometne nesreče, telesno mučenje ali zloraba, dolgotrajna nespremenjena pozicija telesa, na primer po kapi ali zaradi dolgotrajne operacije |
| Ovirana preskrba s krvjo | arterijska tromboza, embolija, prekinitev toka krvi po žili med operativnim posegom |
| Presnovni vzroki         | hiperglikemično hiperosmolarno stanje, hiper- in hiponatremija (zvišane ali znižane vrednosti natrija v krvi), hipokalemija (znižane vrednosti kalija v krvi), hipokalcemija (znižane vrednosti kalcija v krvi), hipofosfatemija (znižane vrednosti fosfata v krvi), ketoacidoza (npr. pri diabetični ketoacidozi) ali hipotiroidizem (nenormalno zmanjšano delovanje ščitnice) |
| Telesna temperatura      | hipertermija (zvišana tzelesna temperatura), sončarica, hipotermija (znižana telesna temperatura) |
| Zdravila in strupi       | Rabdomiolizo lahko povzročijo številna zdravila, najpomembnejša med njimi so: - statini in fibrati, ki se oboji uporabljajo za zdravljenje povišanega holesterola; cerivastatin (Baycol) so leta 2001 zaradi številnih poročil o rabdomiolizi umaknili s trga. Pri drugih statinih je tveganje za pojav rabdomiolize majhno (0,44 primera na 10.000 človek let); tveganje za miopatijo je povečano pri bolnikih s hipertiroidizmom ali kronično ledvično boleznijo. Pogosteje se pojavi tudi pri starostnikih, hudo onemoglih in kadar se s statini sočasno uporabljajo nekatera druga zdravila, kot je ciklosporin; - antipsihotiki lahko povzročijo nevroleptični maligni sindrom, pri katerem pa lahko zaradi hude mišične okorelosti nastopita tudi hiperpireksija in rabdomioliza; - zaviralci živčno-mišičnega prenosa, ki se uporabljajo kot anestetiki, lahko povzročijo maligno hipertermijo, ki jo lahko spremlja tudi rabdomioliza; - zdravila, ki lahko povzročijo serotoninski sindrom, na primer selektivni zaviralci privzema serotonina; - zdravila, ki lahko povzročijo motnje koncentracije kalija v krvi, kot so diuretiki. Strupi, povezani s pojavom rabdomiolize, so težke kovine in strupi žuželk in kač. Rabdomiolizo lahko povzročijo tudi rastlina pikasti mišjak, in nekatere gobe, kot sta Russula subnigricans in zelenkasta kolobarnica (Tricholoma equestre). Poznani so primeri rabdomiolize zaradi zastrupitve z ribami, pri čemer sumijo, da je povzročitelj strup, vendar ga niso nikoli dokazali. Reakreacijska mamila, vključno z alkoholom, amfetaminom, kokainom, heroinom, ketaminom in MDMA (ekstazi). |
| Okužbe                   | coxsackievirus, virus influence A, virus influence A, virus Epstein-Barr, primarna infekcija s hivom, Plasmodium falciparum (povzročitelj malarije), herpesvirusi, Legionella pneumophila in salmonela |
| Vnetja                   | avtoimunsko povzročene poškodbe mišičja: polimiozitis, dermatomiozitis |